# لحظه حقیقت (بازاریابی)
لحظه حقیقت یا لحظه سرنوشت‌ساز (به انگلیسی: Moment of Truth) در بازاریابی در واقع لحظه‌ای است که کاربر یا مشتری با یک برند، محصول یا سرویس تعامل می‌کند تا احساسی را نسبت به آن برند، محصول یا سرویس تغییر دهد یا ایجاد کند. در سال ۲۰۰۵، ای.جی. لفلی، مدیر عامل پراکتر اند گمبل، دو لحظه سرنوشت‌ساز در خرید را معرفی کرد. لحظه سوم بعدها معرفی شد.

## لحظه‌های حقیقت در خرید
- لحظه یک حقیقت یا First Moment of Truth (FMOT): لحظه‌ای که مشتری به صورت آنلاین یا آفلاین با محصولی رو به رو می‌شود. لحظه یک سرنوشت ۳–۷ دقیقه اول برخورد کاربر با محصول است و دقیقاً زمانی است که بازاریاب‌ها باید بتوانند بازدیدکننده را به خریدار تبدیل کنند. پراکتر اند گمبل لحظه یک سرنوشت را چنین تعریف می‌کند: لحظه‌ای که مشتری محصولی را در مقایسه با محصول مشابه از رقبای دیگر انتخاب کرده‌است.
- لحظه دوی حقیقت یا Second Moment of Truth (SMOT): لحظه‌ای که مشتری از محصول استفاده می‌کند و کیفیت آن را تجربه می‌کند. زمان‌های مختلفی که مشتری از محصول استفاده می‌کند، لحظه‌های دوی سرنوشت هستند که باعث می‌شود مشتری اطلاعاتی به دست آورد که بر خریدهای بعدی او اثرگذار است. همچنین کاربر این اطلاعات را با دوستان و آشنایان خود به اشتراک می‌گذارد و بر تصمیم‌گیری آن‌ها برای خرید تأثیر می‌گذارد.
- لحظه سه حقیقت یا Third Moment of Truth (TMOT): لحظه‌ای که کاربر بازخورد خود را دربارهٔ برند، محصول یا خدماتی ارائه می‌کند.
- لحظه صفر حقیقت یا Zero Moment of Truth (ZMOT): این مفهوم برای اولین بار در سال ۲۰۱۱ توسط گوگل معرفی شد. ZMOT در واقع لحظه قبل از خرید است که مشتری پیش از تصمیم‌گیری برای خرید ابتدا به صورت آنلاین دربارهٔ محصول یا خدماتی که به آن نیاز دارد جستجو می‌کند. به عنوان مثل جستجو دربارهٔ اطلاعات و نقد و بررسی‌های یک گوشی موبایل می‌تواند لحظه صفر سرنوشت باشد. اینترنت و رشد سریع آن تعامل مشتری‌ها با برندها، کالاها و محصولات را تغییر داده‌است. این تغییر در تصمیم‌گیری برای خرید ZMOT نامیده می‌شود. بنابر نتیجه تحقیق گوگل، ۸۸٪ از آمریکایی‌ها قبل از خرید محصول در اینترنت سرچ می‌کنند.

گوگل در کتاب Winning the Zero Moment of Truth نتایج تحقیقات خود در این زمینه را منتشر کرده‌است و دربارهٔ این چهار لحظه سرنوشت‌ساز در خرید به صورت مفصل توضیح داده‌است. این کتاب در سال ۲۰۱۱ توسط جیم لسینسکی نوشته شده‌است.
- لحظه قطعی حقیقت یا Actual Moment of Truth: این لحظه توسط آمیتا شارما، بنیان‌گذار و مدیر عامل ناروار معرفی شده‌است. او لحظه بعد از خرید آنلاین و قبل از رسیدن محصول به دست مشتری را چنین نامگذاری کرده‌است.